# Импульсивное расстройство личности
Импульси́вное расстро́йство ли́чности (эмоциона́льно неусто́йчивое расстро́йство ли́чности, импульси́вный тип, ранее известное как эксплози́вная психопати́я, эпилепто́идная психопати́я) — психическое расстройство, проявляющееся взрывчатостью, несдержанностью, конфликтностью личности и склонностью к тяжёлым аффективным вспышкам. В МКБ-10 классифицируется как подвид эмоционально неустойчивого расстройства личности (F60.3).

## Основное описание
Эмоционально неустойчивое расстройство личности подразделяется на два типа: 1) F60.30 — импульсивный тип («импульсивное расстройство личности») 2) F60.31 пограничный тип («пограничное расстройство личности»). Импульсивное расстройство личности характеризуется эмоциональной неуравновешенностью, импульсивностью, низким самоконтролем, повышенной склонностью к агрессивным вспышкам. Аффективные агрессивные вспышки могут возникать как из-за внешних причин, так и без них. Лица с данным расстройством личности склонны своим поведением провоцировать конфликты.
Помимо агрессии, направленной на окружающих, часто встречается аутоагрессия — самоповреждения, обычно в виде нанесения себе порезов в области предплечья и запястья.
Для людей с импульсивным расстройством личности характерно атипичное алкогольное опьянение: вместо благодушия и эйфории у них возникает дисфория и злоба, которая может выражаться в агрессивном поведении.

## Диагноз

### МКБ-10
Диагностические критерии из адаптированной для использования в России версии Международной классификации болезней 10-го пересмотра МКБ-10 (общие диагностические критерии расстройств личности, соответствие которым должно быть у всех подтипов расстройств):

Состояния, не объясняющиеся прямым образом обширным повреждением или заболеванием мозга или другим психическим расстройством и удовлетворяющие следующим критериям:
- а) заметная дисгармония в личностных позициях и поведении, вовлекающая обычно несколько сфер функционирования, например аффективность, возбудимость, контроль побуждений, процессы восприятия и мышления, а также стиль отношения к другим людям; в разных культуральных условиях может оказаться необходимой разработка специальных критериев относительно социальных норм;
- б) хронический характер аномального стиля поведения, возникшего давно и не ограничивающегося эпизодами психической болезни;
- в) аномальный стиль поведения является всеобъемлющим и отчётливо нарушающим адаптацию к широкому диапазону личностных и социальных ситуаций;
- г) вышеупомянутые проявления всегда возникают в детстве или подростковом возрасте и продолжают своё существование в периоде зрелости;
- д) расстройство приводит к значительному личностному дистрессу, но это может стать очевидным только на поздних этапах течения времени;
- е) обычно, но не всегда, расстройство сопровождается существенным ухудшением профессиональной и социальной продуктивности.

— Международная классификация болезней (10-й пересмотр), адаптированный для использования в Российской Федерации — /F60/ Специфические расстройства личности. Диагностические критерии
Для отнесения расстройства личности к одному из определённых в МКБ-10 подвидов (для постановки диагноза большей части подтипов) необходимо, чтобы оно удовлетворяло по крайней мере трём определённым для этого вида критериям.
Диагностические критерии из официальной, международной версии МКБ-10 от Всемирной организации здравоохранения (общие диагностические критерии расстройств личности, соответствие которым должно быть у всех подтипов расстройств):

- G1. Указание на то, что характерные и постоянные типы внутренних переживаний и поведения индивидуума в целом существенно отклоняются от культурально ожидаемого и принимаемого диапазона (или «нормы»). Такое отклонение должно проявляться более чем в одной из следующих сфер:
  - 1) когнитивная сфера (то есть характер восприятия и интерпретации предметов, людей и событий; формирование отношений и образов «Я» и «другие»);
  - 2) эмоциональность (диапазон, интенсивность и адекватность эмоциональных реакций);
  - 3) контролирование влечений и удовлетворение потребностей;
  - 4) отношения с другими и манера решения интерперсональных ситуаций.

- G2. Отклонение должно быть полным в том смысле, что отсутствие гибкости, недостаточная адаптивность или другие дисфункциональные особенности обнаруживаются в широком диапазоне личностных и социальных ситуаций (то есть не ограничиваясь одним «пусковым механизмом» или ситуацией).
- G3. В связи с поведением, отмеченном в пункте G2, отмечается личностный дистресс или неблагоприятное воздействие на социальное окружение.
- G4. Должны быть данные о том, что отклонение является стабильным и длительным, начинаясь в старшем детском или подростковом возрасте.
- G5. Отклонение не может быть объяснено как проявление или последствие других психических расстройств зрелого возраста, хотя эпизодические или хронические состояния из секций от F0 до F7 настоящей классификации могут существовать одновременно с ним или возникать на его фоне.
- G6. В качестве возможной причины отклонения должны быть исключены органическое заболевание мозга, травма или дисфункция мозга (если выявляется такая органическая обусловленность, следует использовать рубрику F07).

Оригинальный текст (англ.)
- G1. Evidence that the individual's characteristic and enduring patterns of inner experience and behaviour deviate markedly as a whole from the culturally expected and accepted range (or 'norm'). Such deviation must be manifest in more than one of the following areas:
  - (1) cognition (i.e. ways of perceiving and interpreting things, people and events; forming attitudes and images of self and others);
  - (2) affectivity (range, intensity and appropriateness of emotional arousaland response);
  - (3) control over impulses and need gratification;
  - (4) relating to others and manner of handling interpersonal situations.

- G2. The deviation must manifest itself pervasively as behaviour that is inflexible, maladaptive, or otherwise dysfunctional across a broad range of personal and social situations (i.e. not being limited to one specific 'triggering' stimulus or situation).
- G3. There is personal distress, or adverse impact on the social environment, or both, clearly attributable to the behaviour referred to under G2.
- G4. There must be evidence that the deviation is stable and of long duration, having its onset in late childhood or adolescence.
- G5. The deviation cannot be explained as a manifestation or consequence of other adult mental disorders, although episodic or chronic conditions from sections F0 to F7 of this classification may co-exist, or be superimposed on it.
- G6. Organic brain disease, injury, or dysfunction must be excluded as possible cause of the deviation (if such organic causation is demonstrable, use category F07).

— Международная классификация болезней (10-й пересмотр) — /F60/ Специфические расстройства личности. Диагностические критерии
Согласно МКБ-10, F60.30 — импульсивный тип эмоционально неустойчивого расстройства личности. Для постановки диагноза, нужно соответствие более общим критериям расстройства личности и эмоционально неустойчивого расстройства личности.
Непосредственно импульсивный тип характеризуется ещё большей эмоциональной неустойчивостью, отсутствием контроля импульсивности. Для него обычны вспышки жестокости и угрожающего поведения, особенно в ответ на попытки препятствовать их импульсивному поведению или  осуждению окружающими.
Включаются:
- возбудимое расстройство личности;
- эксплозивное расстройство личности;
- агрессивное расстройство личности и агрессивная личность;

Исключается:
- диссоциальное расстройство личности (F60.2).